# Казанова, Джованни Баттиста
Джова́нни Батти́ста Казано́ва (итал. Giovanni Battista Casanova; 2 ноября 1730, Венеция, — 8 декабря 1795, Дрезден) — итальянский живописец академического направления, теоретик искусства и педагог, родной брат авантюриста и писателя Джакомо Казановы и живописца Франческо Казановы.

## Биография
Джованни Баттиста Казанова родился в Венеции в 1730 году. Он был третьим сыном танцовщика Гаэтано Казановы (1697—1733) и актрисы Дзанетта Фарусси (1707—1776). Оставшийся без отца в 1733 году, он в 1737 году вместе с матерью переехал в Дрезден, где Джованна стала актрисой и певицей придворного театра. Она также выступала в Санкт-Петербурге при дворе Анны Иоанновны. В Дрездене Казанова часто посещал мастерские живописцев Луи де Сильвестра и Христиана Вильгельма Дитриха.
В 1746 году, получив стипендию, предоставленную ему саксонским курфюрстом Августом III, Казанова отправился в Венецию. В ноябре 1748 года он поступил в Падуанский университет, затем оставался в Венеции с 1749 по 1752 год. В 1752 году он последовал за живописцем Антоном Рафаэлем Менгсом в Рим, там он прожил двенадцать лет в основном в доме Менгса на улице Виттория, где сложилось своеобразное международное сообщество художников. Казанова работал в мастерской Менгса, следуя заповеди знаменитого мастера о подражании «великому Рафаэлю, древним и природе». Там же Казанова познакомился с И. И. Винкельманом и иллюстрировал некоторые из его сочинений.
В 1754 году Казанова получил третью премию по классу живописи в Академии Святого Луки. Помимо выполнения заказов на живописные копии прославленных произведений для меценатов и коллекционеров, он давал уроки рисования Винкельману, создал большую часть иллюстраций к сочинению Винкельмана «Неопубликованные античные памятники» (Monumenti antichi inediti,1767) а также помогал его другу И. Ф. Раффенштайну и художнице А. Кауфман, приехавшей в Рим в 1763 году.
Имя Казановы упоминается среди рисовальщиков гравированного альбома «Древности Геркуланума» (Le antichità di Ercolano), изданного Королевской типографией Неаполя. Дж. Б. Казанова делал рисунки с самых известных античных статуй, копировал картины итальянских мастеров. В 1762 году он продал лорду Бристолю за исключительную сумму в 350 цехинов большой рисунок мелом на картоне с картины «Преображение» Рафаэля. По сообщению Винкельмана, король Англии, получив рисунок в подарок, захотел поместить его рядом с картиной Рафаэля. Для маркграфа Байройтского Казанова скопировал фрески Доменикино в церкви Сан-Луиджи-деи-Франчези в Риме. После отъезда Менгса в Мадрид в 1761 году Казанова вместе с Антоном фон Мароном два года руководил студией на Виа Систина в Риме. Он получал приглашения от дворов Неаполя и Пармы, получил заказ от Парижской Сорбонны на создание портрета папы Климента XIII и получил главный приз Римской академии изящных искусств.
Дружеские отношения с Винкельманом становились всё более напряжёнными и окончательно расстроились после злой шутки сыгранной с «книжным учёным» его же близким другом А. Р. Менгсом, который написал фреску «Юпитер целует Ганимеда» (с намёком на гомосексуальные наклонности своего друга), скопировав манеру и технику античных мастеров, а затем пустил слух о якобы только что открытом произведении античного искусства. Винкельман попался и вовсю расхваливал это произведение как шедевр древности, включив его в свои научные труды. Лишь на смертном одре в 1779 году Менгс признался в своём авторстве. Существует версия, что в этом розыгрыше принимал участие Казанова, подбросив Винкельману ещё две подделки, исполнив сам, либо с помощью Менгса, две картины «Танцовщицы», будто бы под большим секретом «снятые прямо со стен в Помпеях».
Когда в 1764 году Казанова принял предложение занять должность профессора живописи в Дрезденской академии изобразительных искусств Винкельман, воспользовавшись случаем, использовал все средства, чтобы испортить репутацию Казановы, настолько, что его обвинили в подделке аккредитивов и заочно приговорили к десяти годам тюремного заключения в Риме. Но, судя по всему, дрезденский суд не поверил обвинениям, и репутация Казановы не пострадала. В 1776 году Дж. Б. Казанова был назначен директором Дрезденской академии, должность, которую он делил с Я. Э. Шенау (чередуя с ним годовые смены), и которую он занимал до своей смерти в 1795 году. Под его руководством прошли обучение многие художники, внёсшие свой вклад в развитие художественного вкуса в Германии.
На основе собственного опыта Казанова разрабатывал теорию живописи, которую намеревался сделать предметом публикации, но оставил только рукопись первого тома на французском языке, хранящуюся в библиотеке Дрезденской академии. Он также написал книгу на итальянском языке для студентов Академии под названием «Рассуждения о древних и различных памятниках…» (Discorsi sopra gli antichi e varj monumenti loro per uso degli alunni dell’Elettoral Accademia delle Bell’Arti di Dresda di G. Casanova professore della medesima). Примечательно, что это сочинение предназначалось не только для студентов, но и для всех любителей искусства.
В мае 1764 года Дж. Б. Казанова женился в Риме на Терезе Роллан (умерла в 1779 году), от которой у него было восемь детей (старший был крещён в Дрездене 24 декабря 1765 года). Портрет Казановы в молодом возрасте, написанный Менгсом, был выгравирован К. Ф. Боэтиусом; портрет, написанный Антоном Граффом и датируемый примерно 1790 годом, находится в коллекции Г. Шефера в Оббахе-Швайнфурте (Бавария).
Казанова был типичным представителем академической школы своего времени, членом не только римской, но и болонской Академии Клементина и Кассельской академии.
Учёный и знаток античного искусства, он владел обширной библиотекой и ценным собранием произведений искусства, в частности, античных монет, медалей и драгоценных камей. В 1792 году часть коллекции приобрела российская императрица Екатерина II. После смерти художника часть его коллекции приобрёл князь А. М. Белосельский-Белозерский.
Дж. Б. Казанова оставил большое количество рисунков и картин, но его произведения, в последующем казались слишком академичными и были забыты. Тем не менее, они сохранились во многих собраниях. Так в коллекции императрицы Екатерины II было двести рисунков Казановы, иллюстрирующих «римские древности».